# Ayrshire
Ayrshire (en scots:Coontie o Ayrshire, en gaèlic escocès:Siorrachd Inbhir Àir) és un antic comtat, registration county, del sud-oest d'Escòcia. Es troba a la riba de Firth of Clyde. Les seves poblacions principals inclouen Ayr, Kilmarnock i Irvine. D'aquí és originari el formatge homònim.

## Història
Ayrshire, sota el nom anglès de County of Ayr, és un registration county. La seva zona electoral, que s'anomena Ayrshire, cobreix les tres zones, councils, del South Ayrshire, East Ayrshire i North Ayrshire, per tant inclou la Isle of Arran, Great Cumbrae i Little Cumbrae.
Ayrshire és una de les zones agrícoles naturalment més fèrtils d'Escòcia. S'hi fan patates que són adobades amb algues i a més hi ha ramderia porcina i altres hortalisses d'arrel, també hi ha ramaderia bovina i petites fruites d'estiu, com ara les maduixes.
Ayrshire comparteix amb Dumfries and Galloway els turons anomenats Galloway Hills.
Aquesta zona es va industrialitzar intensament especialitzant-se en la producció d'acer i en la mineria de carbó. Hi ha una destil·leria de whisky de la marca comercial Johnnie Walker. més recentment s'hi ha desenvolupat la producció de material informàtic.
Aquesta zona va passar a formar part del Regne d'Escòcia durant el segle xi.

## Ciutats i viles d'Ayrshire

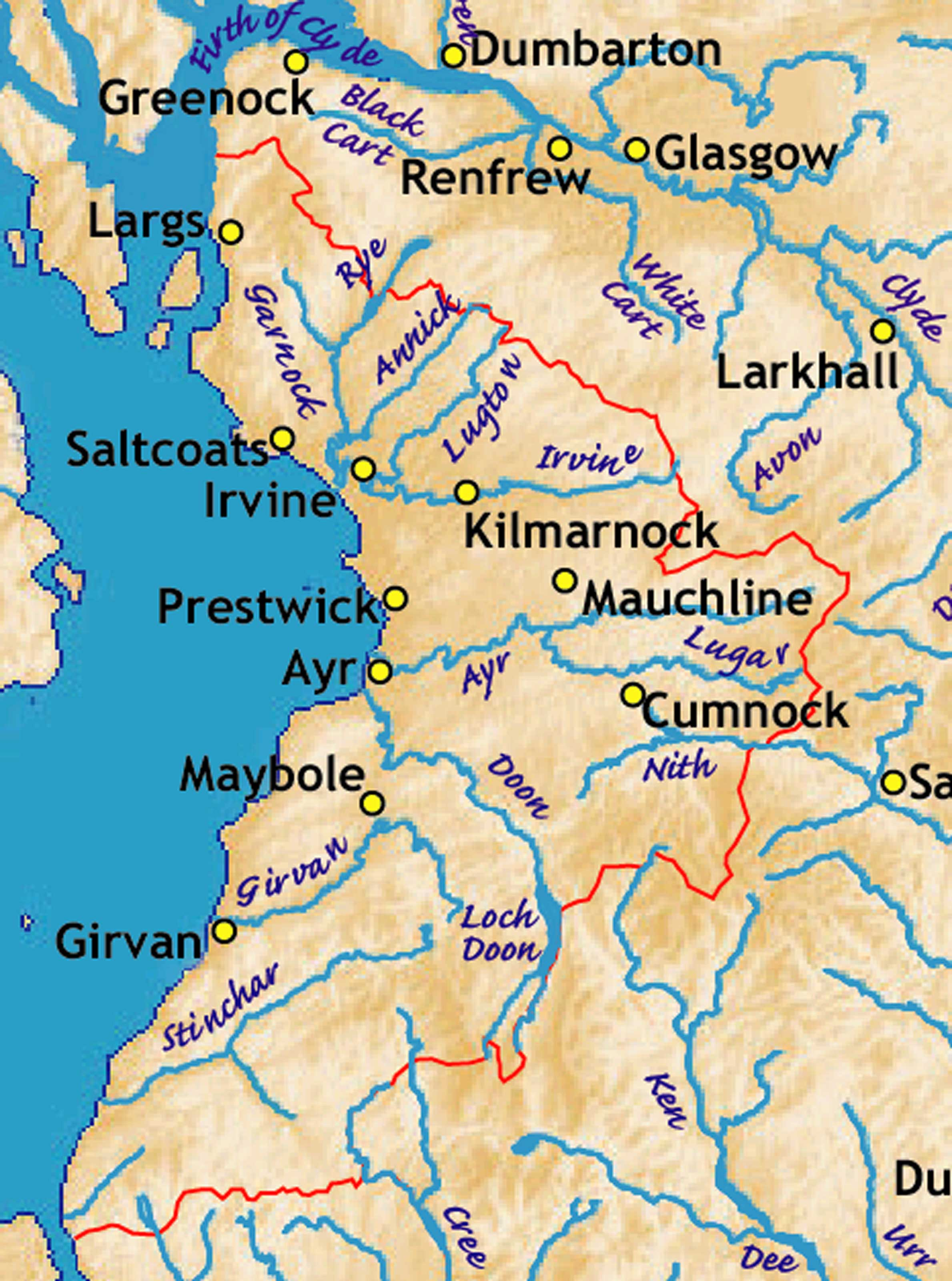
Ayrshire.

- Ardrossan
- Annbank
- Auchentiber
- Auchinleck
- Ayr
- Barr
- Beith
- Bellsbank
- Catrine
- Coylton
- Crosshill
- Cumnock
- Dailly
- Dalmellington
- Dalry
- Dalrymple
- Darvel
- Drongan
- Dreghorn
- Drybridge
- Dundonald
- Dunlop
- Dunure
- Fairlie
- Fenwick
- Galston
- Gatehead
- Girvan
- Glengarnock
- Hurlford
- Irvine
- Kilbirnie
- Kilmarnock
- Kilmaurs
- Kilwinning
- Kirkmichael
- Knockentiber
- Largs
- Logan
- Lugton
- Lugar
- Mauchline
- Maidens
- Maybole
- Mossblown
- Minishant
- Muirkirk
- New Cumnock
- Newmilns
- Ochiltree
- Old Dailly
- Prestwick
- Saltcoats
- Seamill
- Skelmorlie
- Sorn
- Springside
- Stair
- Stevenston
- Stewarton
- Straiton
- Tarbolton
- Turnberry
- Troon
- West Kilbride

## Rius d'Ayrshire
Els rius principals de nord a sud són: 
- Riu Garnock
- Riu Irvine
- Riu Ayr
- Riu Doon
- Riur Girvan
- Riu Stinchar

## Llocs d'interès
- Auchenharvie Castle
- Barony and Castle of Giffen
- Cleeves Cove
- Clyde Muirshiel Regional Park
- Corsehill
- Dalgarven Mill – Museum of Ayrshire Country Life and Costume
- Dunlop cheese
- Eglinton Country Park
- Laigh Milton viaduct
- Thurgartstone